# Litó
Litó (1899-ig Luttow, szlovákul Ľutov) község Szlovákiában, a Trencséni kerületben, a Báni járásban.

## Fekvése
Bántól 7 km-re észak-északkeletre fekszik.

## Története
A település feltehetően a 12. században szlovákok betelepülésével keletkezett. Első írásos említése 1389-ben a Mednyánszky család levéltárában fennmaradt okiratban történik. Ugróc várának uradalmához tartozott. A 13. század végén Csák Máté szerezte meg, majd halála után a királyé lett. Később a Zay család birtoka, akik 400 évig tulajdonosok a községben. 1483-ban „Lythow” néven említik. 1485-ben csak négy adózó portája volt. Házai kezdetben fából épültek, lakói később agyagból, téglából építkeztek. 1555-ben mindössze két jobbágytelek és egy zsellérház állt a faluban. 1598-ban már malma és 15 háza volt a településnek. 1720-ban 7 adózóval rendelkezett. Első községi pecsétje 1733-ból származik. 1770-ben az urbárium szerint 24 jobbágy, 6 zsellér és 3 nincstelen család élt a községben. 1784-ben 31 házában 46 családban 257 lakos élt.
A 18. század végén Vályi András így ír róla: „LUTOV. Tót falu Trentsén Várm. földes Ura G. Kollonics Uraság, lakosai katolikusok, fekszik Dezsérnek szomszédságában, és annak filiája, földgye termékeny, fája, legelője, réttye van.”
1828-ban 29 háza volt 210 lakossal, akik főként mezőgazdasággal foglalkoztak.
Fényes Elek 1851-ben kiadott geográfiai szótárában így ír a faluról: „Lutov, tót falu, Trencsén vmegyében, az ugróczi uradalomban. Lakja 175 kath., 76 evang., 5 zsidó. Ut. posta Nyitra-Zsámbokrét.”
A trianoni békéig Trencsén vármegye Báni járásához tartozott.

## Népessége
| Év:            | 1994. | 2004.   | 2014.    | 2024.    |
| -------------- | ----- | ------- | -------- | -------- |
| Emberek száma: | 138   | 135     | 159      | 176      |
| Eltérés:       |       | -2,17 % | +17,77 % | +10,69 % |

| Év:            | 2023. | 2024.   |
| -------------- | ----- | ------- |
| Emberek száma: | 177   | 176     |
| Eltérés:       |       | -0,56 % |

1910-ben 247, túlnyomórészt szlovák anyanyelvű lakosa volt.
2001-ben 139 lakosából 137 szlovák volt.
2011-ben 138 lakosából 135 szlovák volt.

## Külső hivatkozások
- Községinfó
- Litó Szlovákia térképén
- E-obce.sk Archiválva 2008. március 25-i dátummal a Wayback Machine-ben